# Amakusanthura magnifica
Amakusanthura magnifica är en kräftdjursart som först beskrevs av Menzies och Dirk Frankenberg 1966.  Amakusanthura magnifica ingår i släktet Amakusanthura och familjen Anthuridae.
Artens utbredningsområde är Mexikanska golfen. Inga underarter finns listade i Catalogue of Life.